# ابن فرکاح
ابراهیم بن عبدالرحمان فزاری شهرت‌یافته به برهان‌الدین ابن فرکاح (۱۲۶۲–۱۳۲۹م) فقیه شافعی شامی مصری‌اصل بود. به او قضاوت شام پیشنهاد شد، نپذیرفت. به تدریس و عبادت پرداخت. تعلیق علی التنبیه، تعلیق علی مختصر ابن الحاجب، باعث النفوس الی زیارة القدس المحروس، الإعلام بفضائل الشام، المنائح لطالب الصید و الذبائح از آثار اوست.